# Sleaford Mere
Lo Sleaford Mere (in lingua Barngarla Kuyabidni/Kujadibni) è un lago salato permanente posto sulla punta meridionale della penisola di Eyre, in Australia Meridionale.
Il lago si posiziona alla radice della penisola di Jussieu, nel territorio della località di Sleaford, circa 15 km a sud ovest del centro regionale di Port Lincoln.

Esso venne battezzato col suo nome attuale (mere rappresenta un termine in inglese arcaico per indicare un lago) il 26 febbraio 1802 da Matthew Flinders: giunto nella zona alla ricerca d'acqua durante la sua esplorazione dell'Australia, il britannico lo trovò però imbevibile e lo battezzò in onore dell'omonima cittadina del nativo Lincolnshire.
Il lago è circondato da sentieri e viene regolarmente visitato da turisti locali e non e dalle scolaresche: esiste una tradizione di canoistica sul lago, e apparentemente negli anni '80 sussisteva una sorta di lido situato sulle sue sponde meridionali.

## Geografia fisica
Il lago presenta superficie di 7.07 chilometri quadrati e forma irregolare vagamente reminescente di un numero otto, con lunghezza di 4,8 - 6,4 km in direttrice NE-SW e larghezza massima di 1,6 km: il lago è profondo meno di un metro, e a seconda del livello dell'acqua può presentare o meno isolette affioranti.
Lo Sleaford Mere riceve acqua sia dalle piogge locali (che ammontano in media a circa 500 mm annui) che da una o più fonti sotterranee: esso si colloca infatti in un bacino idrografico come Southern Basins Prescribed Wells Area, che copre l'area fra Port Lincoln e Coffin Bay e che supplisce l'intera zona di acqua potabile.
Il lago si forma all'interno di un'area calcarea stratificata nota come Bridgewater Formation.

## Ecologia
Il lago supporta una zona a macchia mediterranea dominata da moonah e Gahna trifida, con ampia presenza di pino d'Aleppo (specie introdotta a rischio di diventare infestante) e rappresentazione di specie più rare come asplenio e Daviesia. Sulle coste sono inoltre presenti stromatoliti.
L'ambiente salmastro dello Sleaford Mere supporta la presenza di razze e dei pesci del genere Atherinosoma, che a loro volta rappresentano una fonte di cibo per tutta una serie di uccelli acquatici, fra cui gabbiano australiano e gabbiano del Pacifico, cormorano bianconero maggiore, beccaccia di mare orientale, corriere caporosso, alzavola castana, anatra muschiata australiana, oltre ai vulnerabili fraticello australiano, corriere dal cappuccio, piro-piro siberiano e al prossimo alla minaccia piovanello comune. Le aree costiere settentrionali del lago vengono inoltre considerate un habitat idoneo al popolamento da parte del maluro meridionale.
In virtù di queste interessanti caratteristiche, il lago e l'area ad esso circostante, fino ai confini col prospiciente parco nazionale Lincoln, sono state dichiarate area protetta di livelli III (monumento naturale) già dal 1969 col nome di Sleaford Mere Conservation Park.